# Hellmuth Volkmann
Hellmuth Volkmann, född 28 februari 1889 i Diedenhofen, Lothringen, död 21 augusti 1940 i Berlin-Gatow, var en tysk general i Luftwaffe. Han var befälhavare för Kondorlegionen åren 1937–1938. Volkmann tilldelades Spanska korset i guld med svärd och diamanter. Han omkom i en bilolycka 1940.